# Katti Anker Møller
Katti Anker Møller, nacida Cathrine Anker (Hamar, 23 de octubre de 1868-Torsnes, 20 de agosto de 1945) fue una educadora social noruega, política, feminista, promotora de los derechos del niño, y una pionera en la lucha por los derechos reproductivos. Luego de su muerte fue conocida como la «abogada de las madres».

## Biografía
Nació en Hamar con el nombre de Cathrine Anker, hija de Herman Anker. Tuvo nueve hermanos y creció en la primera universidad popular en Hamar, fundada por su padre. Se formó como maestra, y pasó un año en Francia donde su contacto con la vida de prostitutas y madres solteras la afectaron profundamente. Su madre murió a los cincuenta años, al parecer agotada por la cantidad de embarazos que tuvo aunque la cantidad de hijos era normal para la época.
Se casó con su primo Kai Møller, terrateniente de Torsnes, actualmente parte de Fredrikstad, en 1889, con quien tuvo tres hijos, uno de ellos la médica Tove Mohr, cuya hija Tove Pihl ha liderado el movimiento por la despenalización del aborto en Noruega.
Møller se interesó por los peligros de la maternidad múltiple y la situación de las madres solteras y sus hijos. Su método consistió en viajar y brindar conferencias en encuentros locales, un enfoque revolucionario para una mujer de aquella época; buscando las mejoras personales de la mujer y la calidad de vida de los niños.
Con la colaboración de su cuñado Johan Castberg, trabajó para legislar a favor de los derechos de los niños nacidos fuera del matrimonio. Esta tarea culminó con la sanción de las leyes Castberg por parte del parlamento noruego en 1915. Estas leyes fueron innovadoras para la época al darle a los niños ilegítimos plenos derechos de herencia y el derecho de usar los apellidos de sus padres.
Luego se concentró en la despenalización del aborto en Noruega, iniciativa que presentó por medio de una conferencia titulada La liberación de la maternidad, con el subtítulo «(...) el derecho de las mujeres de decidir sobre su propio cuerpo». Encontró una viva oposición, incluso por parte de muchas mujeres. En 1920 trabajó en favor de los movimientos obreros de las mujeres y estuvo al tanto de los cambios demográficos a nivel mundial asistiendo a conferencias en las principales capitales europeas: Londres y Berlín.
A pesar de la oposición de líderes de opinión como Sigrid Undset, en 1924 estableció la primera «oficina de higiene» en Oslo para informar a las mujeres sobre anticoncepción, cuidado de los niños, higiene y alimentación. Se abrieron doce centros en Noruega. Esto fue con el apoyo del comité de mujeres del Partido Laborista, donde Møller fue presidenta durante dos años.
Participó activamente en la Asociación Noruega por los Derechos de las Mujeres, donde en 1939 se convirtió en miembro honorario.
Falleció en Torsnes el 20 de agosto de 1945 a los setenta y seis años.
En 1998, se erigió en Fredrikstad una escultura realizada por Birthe Marie Løveid en memoria de esta pionera nacional. En 2013, la misma artista hizo una escultura que se instaló en Sagatun en Hamar.
Llegó a afirmar que: 

todos mis logros, han sido para homenajear a mi madre.

## Cargos ocupados
- Miembro de Asociación Noruega por los Derechos de las Mujeres.
- Miembro de la primera junta de Consejo Nacional de Mujeres de Noruega hasta 1906.
- Fundadora y directora de  Women's Unity Front.[2]